# Groupies (canção)
Groupies é um single de Doode, Teto e Matuê. Foi lançado em 28 de setembro de 2021 pela gravadora 30PRAUM.
O nome do single foi retirado do termo popular "Groupie", que surgiu por volta de 1967 para descrever garotas que perseguiam músicos e integrantes de bandas.

## Marketing
Em 28 de setembro de 2021, Matuê usou sua conta do Instagram para chamar alguns seguidores, via DM, para eventos simultâneos em cinemas localizados em shoppings de São Paulo, Rio de Janeiro, Salvador e Belo Horizonte. Nesses locais, os fãs receberam pipoca em baldes personalizados e refrigerante, além de terem seus celulares guardados pela produção que os esperava encapuzados, seguindo a mesma caracterização do curta. Encaminhados para as salas de cinema, o público conferiu em primeira mão o lançamento do videoclipe de Groupies. A ação em nível nacional, foi uma parceria exclusiva e inovadora com a Cinemark.
O lançamento da música e videoclipe foram anunciadas em um post do Twitter horas antes do lançamento.

## Videoclipe
O videoclipe começa com Matuê, Teto e Doode entrando em um carro para fugir de fãs incontroláveis. A narrativa continua com os músicos chegando em um hotel luxuoso e misterioso, recebidos por recepcionistas lindas e com ar de segundas intenções. Quando caem em si, percebem se tratar de vampiras, que os usam como parte de um ritual.

## Recepção
O videoclipe atingiu 1 milhão de views em apenas 3 horas e na première realizada na noite antecessora do lançamento, eles alcançaram o recorde brasileiro com 133 mil pessoas assistindo a estreia do videoclipe, ultrapassando a música Modo Turbo de Luísa Sonza, que até então detinha esse feito.

## Paradas Musicais
| Paradas (2021)       | Maior posição |
| -------------------- | ------------- |
| Spotify Brasil       | 57°           |
| Spotify Portugal     | 69°           |
| Apple Music Brasil   | 2°            |
| Apple Music Portugal | 166°          |
| Apple Music Angola   | 63°           |
| iTunes Brasil        | 10°           |